# Samuel di Nehardea
Samuel di Nehardea o Samuel bar Abba (in ebraico שמואל‎?; Samuel Yarhina'ah o Mar Samuel) (Nehardea, ca. 165 circa – Nehardea, ca. 257 circa) fu un dotto ebreo, che visse a Babilonia, noto come Amorà della prima generazione.
Figlio di Abba bar Abba e capostipite della Yeshiva di Nehardea (presso la città di Babilonia, situata alla giunzione dell'Eufrate con il Nahr Malka) uno dei primi centri del giudaismo babilonese.
Fu insegnante di halakha,  giudice, medico e astronomo. Nacque intorno al 165 a Nehardea, dove morì attorno al 257. Come nel caso di altri dotti, alla sua nascita si associano diverse leggende. Nei testi del Talmud, Samuel è frequentemente associato con Abba Arika, con cui disquisì di numerose questioni. Fu l'insegnante e maestro del rabbi Judah Bar Yehezkel. Dalle scarse informazioni biografiche che apprendiamo dal Talmud, sappiamo che Samuel non fu mai ordinato ufficialmente tanna (rabbino), che era estremamente preciso con le parole e che aveva una speciale affinità per l'astronomia, tanto che in uno dei suoi detti più noti riporta che "Le vie del cielo mi sono tanto chiare quanto quelle di Nehardea."

## Nascita e infanzia
Il padre, che in seguito fu noto solo con la locuzione aramaica di Abuh di-Shemu'el (ovvero il "padre di Samuel"), era un mercante tessile. Un midrash narra che il rabbi Judah ben Bathyra gli ordinò un abito di seta, ma poi rifiutò di acquistarlo dopo che Abba lo aveva procurato, e quando quest'ultimo gliene chiese la ragione, R. Judah rispose che "la commissione data per parola non è sufficiente per rendere la transazione vincolante". 
Abba a quel punto chiese al saggio se la parola di un dotto non sia una garanzia migliore del suo denaro. "Hai ragione", rispose allora R. Judah, "e poiché poni tanta rilevanza alla parola data, avrai la fortuna di un figlio che sarà come il profeta Samuele, e la cui parola in Israele sarà da tutti riconosciuta come il vero". Poco dopo nacque ad Abba un figlio, che chiamò Samuel.
Fin da giovinetto, Samuel mostrò una abilità rara (Yer. Ketuvim v. 30a; Yer. Peah viii. 21b). 
Prestò superò il suo primo maestro, e -- essendo più esperto di lui in una certa questione legale -- non si lasciò rimproverare da lui (Talmud, trattato Ḥul. 107b). Il padre di Samuel, egli stesso un maestro della Legge (la cui sapienza era riconosciuta anche da Rab (Abba Arika; Talmud, trattato Ket. 51b), si prese carico di istruire il ragazzo. Resosi contro di essere non all'altezza del compito, spedì Samuel a Nisibis, per frequentare la scuola del rabbi che aveva predetto la sua nascita, in modo che potesse acquisire una conoscenza approfondita della Legge ("Tanya," Hilkot "Abel," ed. Horowitz, p. 137, citato da Yer.; comp. anche Mordecai su M. Ḳ. 889). 
Pare che Samuel sia rimasto solo un breve periodo a Nisibis. Al suo ritorno a Nehardea studia con Levi b. Sisi, che si trovava a Babilonia prima della morte di Judah ha-Nasi (si veda A. Krochmal in "He-Ḥaluẓ," i. 69), e che eserciterà una profonda influenza sullo sviluppo di Samuel.
Quest'ultimo fece progressi tanto rapidi e divenne ben presto tanto sapiente che fu associato come un pari al suo insegnante (Hoffmann, "Mar Samuel," p. 70).

## Educazione
Oltre alla Bibbia e alla Legge tradizionale, che erano usualmente i soli argomenti di studio per la gioventù ebraica del tempo, Samuel fu istruito, probabilmente fin da giovane, in altre scienze. 
È probabile che egli abbia accompagnato il padre in un suo viaggio in Palestina (Yet. B. M. iv. 9c; Yer. Pes. v. 32a); dopo che il suo maestro Levi ben Sisi si trasferì in Palestina, non vi era nessuno a Babilonia con in quale Samuel potesse proseguire gli studi. Secondo un racconto nel Talmud (B. M. 85b), che Rapoport ritiene essere una aggiunta posteriore ("'Erek Millin," pp. 10, 222) ma che potrebbe avere un fondamento nei fatti reali, Samuel curò R. Judah ha-Nasi I da una malattia agli occhi. Nonostante al tempo egli fosse troppo giovane per studiare direttamente sotto R. Judah, studiò probabilmente con i discepoli del patriarca, specialmente con Ḥama ben Ḥanina (comp. Hoffmann, l.c. pp. 71-73; Fessler, "Mar Samuel, der Bedeutendste Amora," p. 14, nota 1).
Dopo aver acquisito un solido patrimonio di conoscenze nella Terra di Israele (i suoi studi qui coprirono la Mishnah redatta da R. Judah ha-Nasi e altre collezioni di detti dei sapienti) Samuel lasciò la Terra Santa, probabilmente con suo padre, e tornò alla sua città natale.
La sua reputazione come maestro della legge lo aveva preceduto, e molti discepoli si riunirono attorno a lui. Era specialmente esperto di diritto civile, e l'esiliarca Mar 'Uḳba, che fu suo discepolo, lo nominò giudice del tribunale rabbinico (Beit Din) di Nehardea, dove esercitò insieme all'amico Karna.
Il tribunale era ritenuto all'epoca la maggiore istituzione del suo genere. In Palestina, così come a Babilonia, Samuel e Karna erano detti i "giudici della Diaspora" (dayyane Golah; Sanhedrin 17b). 
Alla morte di R. Shila, direttore dell'accademia di Nehardea, Mar Samuel fu nominato nuovo direttore, dopo che il posto era stato rifiutato da Rab, che sosteneva di non poter accettare alcun posto d'onore a Nehardea, la città natale di Samuel (Lettera del Sherira Gaon, in Neubauer, "M. J. C." p. 28). 
L'Accademia di Nehardea entrò in una fase brillante della sua esistenza sotto la guida di Samuel, e, insieme all'accademia fondata da Rab a Sura, godette di una altissima reputazione generale.

## Maturità
Rab a Sura and Mar Samuel a Nehardea fondarono l'indipendenza intellettuale dell'Ebraismo babilonese. I giovani che intraprendevano gli studi rabbinici non erano più obbligati a salire in Palestina, avendo a loro disposizione ottimi insegnanti a Babilonia, città che divenne, in un certo senso, una seconda Terra Promessa. Samuel sosteneva Come è vietato emigrare dalla Palestina a Babilonia, allo stesso modo è vietato emigrare da Babilonia verso altri paesi.(Talmud, trattato Ket. 111a). Dopo la morte di Rab, nessun nuovo direttore su eletto, e il maggior discepolo di Rab, R. Huna, che divenne il presidente del tribunale di Sura, si rimise all'autorità di Samuel sotto ogni aspetto, richiedendo una sua decisione in ogni questione difficile (Giṭ. 66b, 89b; comp. Sanh. 17b; Tos. ib., s.v.).
L'accademia di Nehardea era ora la sola a Babilonia, e il suo direttore Samuel, che sopravvisse a Rab circa dieci anni, fu considerato la maggiore autorità tra gli ebrei in Babilonia. 
Anche Rabbi Yochanan, il maestro più stimato in Palestina, e che inizialmente guardava a Samuel come un collega alla pari, si convinse a tal punto della sua grandezza, dopo che Samuel gli aveva inviato un grosso numero di pareri su importanti leggi rituali, che esclamò Ho un maestro a Babilonia (Talmud, Trattato Ḥul. 95b).
Come uomo, Mar Samuel si distinse per modestia, gentilezza e mancanza di egoismo, sempre pronto a subordinare i propri interessi a quelli della comunità. Disse: Un uomo non si può escludere dalla comunità, ma deve ricercare il proprio benessere in quello della società (Trattato Berakhot 49b). 
Un simile comportamento egli richiedeva dagli altri, affermando che una condotta impropria era punibile dalla legge (Talmud, trattato Ḥag. 5a): sosteneva la necessità di aiutare un fratello al primo segno di difficoltà. Nella sua sollecitudine per i poveri orfani, impose a ogni tribunale il dovere di agire come padri nei loro confronti (Yeb. 67b; Giṭ. 37a, 52b).
Era un conoscente personale del re persiano Sapore I e con lui fece un accordo registrato nel trattato talmudico Bava Kamma (113a) che è stato accettato in tutta la diaspora ebraica: La legge del governo (anche quello gentile) è (per gli ebrei) legge (nell'originale aramaico: דינא דמלכותא דמלכותא - dina de-malkhuta dina). Per motivi di preoccupazione per gli orfani, stabilì che il loro denaro può essere prestato con interessi - in contrasto con la regola talmudica che il denaro non può essere prestato agli ebrei con interessi.